# Palacio Presidencial Ak Orda
El Palacio Presidencial Akorda (en kazajo: Ақорда, Aqorda, "la horda blanca") es el lugar de trabajo oficial del Presidente de Kazajistán, situado en la capital del país, Astaná. El palacio se construyó en tres años, y abrió oficialmente en 2004. Fue construido por el Grupo Mabetex, fundado por Behgjet Pacolli, tercer Presidente de Kosovo y primer vice primer ministro de Kosovo.
Situado en la orilla izquierda del Río Ishim, es el lugar de trabajo del presidente y alberga al personal de la Administración Presidencial, pero no es la residencia del presidente. Tiene una cúpula azul y dorada coronada con una aguja. La estatua dorada sobre la cúpula incluye un sol con 32 rayos en su cima, y un águila esteparia volando por debajo del sol.
La altura del edificio (incluida la aguja) es de 80 metros. La primera planta contiene el Gran Salón Central, el Salón de Ruedas de Prensa, el Salón de Gala y el Jardín de Invierno. La segunda planta contiene oficinas, mientras que la tercera planta se usa para eventos internacionales, y contiene varios salones (el Salón de Mármol, el Salón Dorado, el Salón Oval, el Salón Oriental, construidos con forma de yurta, y el Salón de Negociaciones Ampliadas). La cuarta planta contiene el Salón de la Cúpula, sala de reuniones del Gobierno de la República, y la biblioteca.
El color dorado aparece frecuentemente por todo el complejo. Se usaron veintiún tipos de mármol para los suelos.

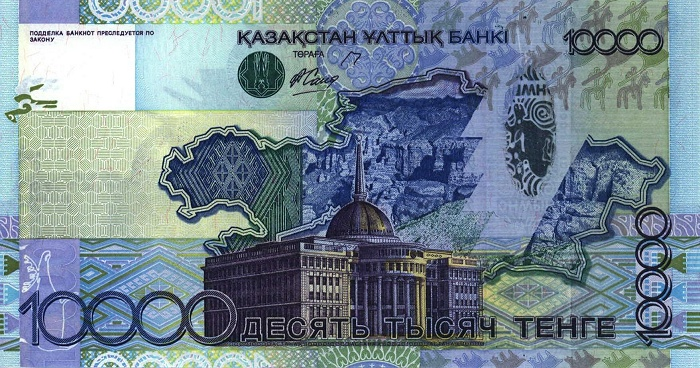
Billete de 10 000 tenges de 2006 en el que aparece Akorda